# Carebara pisinna
Carebara pisinna é uma espécie de inseto do gênero Carebara, pertencente à família Formicidae.